# Liudmila Staritska-Cherniajivska
Liudmila Mijailivna Staritska-Cherniajivska, en ucraniano: Людми́ла Миха́йлівна Стари́цька-Черняхі́вська, (Kiev, 17 de agostojul./ 29 de agosto de 1868greg. - lugar desconocido de la URSS, 1941) fue una autora, traductora y crítica ucraniana.

## Familia
Lyudmyla Staryzka creció en una familia de intelectuales con identidad ucraniana. Su padre fue el activista cultural, escritor, poeta y dramaturgo ucraniano Mijáilo Staritski (1840-1904). Su madre, Sofía, era hermana del gran compositor, pianista y director de orquesta ucraniano Mikola Lisenko (1842-1912).

## Vida
Liudmila estudió en una escuela privada. Cuando era estudiante, escribió la novela Para Ucrania y poemas satíricos sobre la directora y su marido. De 1888 a 1893 fue miembro del círculo literario Плея́да [Pléyade].
Su marido, Oleksandr Cherniajivski (1869-1939), fue profesor de histología en Kiev y una figura pública. Fue el primer presidente de la Unión de Médicos Ucranianos y uno de los autores del Diccionario ruso-ucraniano (Kiev, 1920). Además de desarrollar la terminología médica ucraniana, también tradujo literatura artística y de ciencias sociales: por ejemplo, Die Harzreise de Heine, Los bandidos de Schiller o Ludwig Feuerbach y el resultado de la filosofía clásica alemana de Friedrich Engels .
Durante la Primera Guerra Mundial, Staritska trabajó como enfermera en un hospital. En 1917 fue elegida miembro de la Rada Central de Ucrania e hizo campaña por la creación de un Teatro Nacional Ucraniano. Como representante del Ministerio de Educación, pronunció uno de los discursos en la inauguración de la Universidad Estatal de Ucrania en Kamenets-Podolsk en 1918. En 1919 fue cofundadora y directora adjunta del Consejo Nacional de Mujeres Ucranianas en Kamianets-Podilski. Luego trabajó para la Academia Nacional de Ciencias de Ucrania.

## Arresto y muerte
En 1930 fue arrestada por primera vez y condenada en una farsa judicial contra la Unión para la Liberación de Ucrania junto con su esposo y otros 43 acusados. Estuvo exiliada en Stalino (actual Donetsk ) durante cinco años y pudo regresar a Kiev en 1936.
Su hija Veronika Cherniajivska fue poeta y también ejerció de traductora. Fue detenida en 1929 y 1938. El día 22 de septiembre de 1938 fue condenada a muerte y ejecutada ese el mismo día.
En junio de 1941, Staritska-Cherniajivska y su hermana fueron arrestadas y acusadas de actividades antisoviéticas. El mujer, de 73 años, fue torturada, entre otras cosas. Murió durante la deportación a Kazajstán. Su cuerpo fue arrojado fuera del tren en un lugar desconocido. No fue hasta agosto de 1989 que fue rehabilitada póstumamente.
Su hermana menor, Oksana Steshenko también era escritora, traductora y profesora. También fue exiliada y murió en un gulag soviético en Kazajstán.
Las tres mujeres son representantes del Renacimiento fusilado.

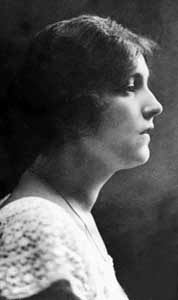
Hija, Veronika (1918)
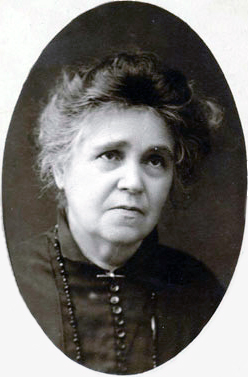
Liudmila Staritska-Cherniajivska
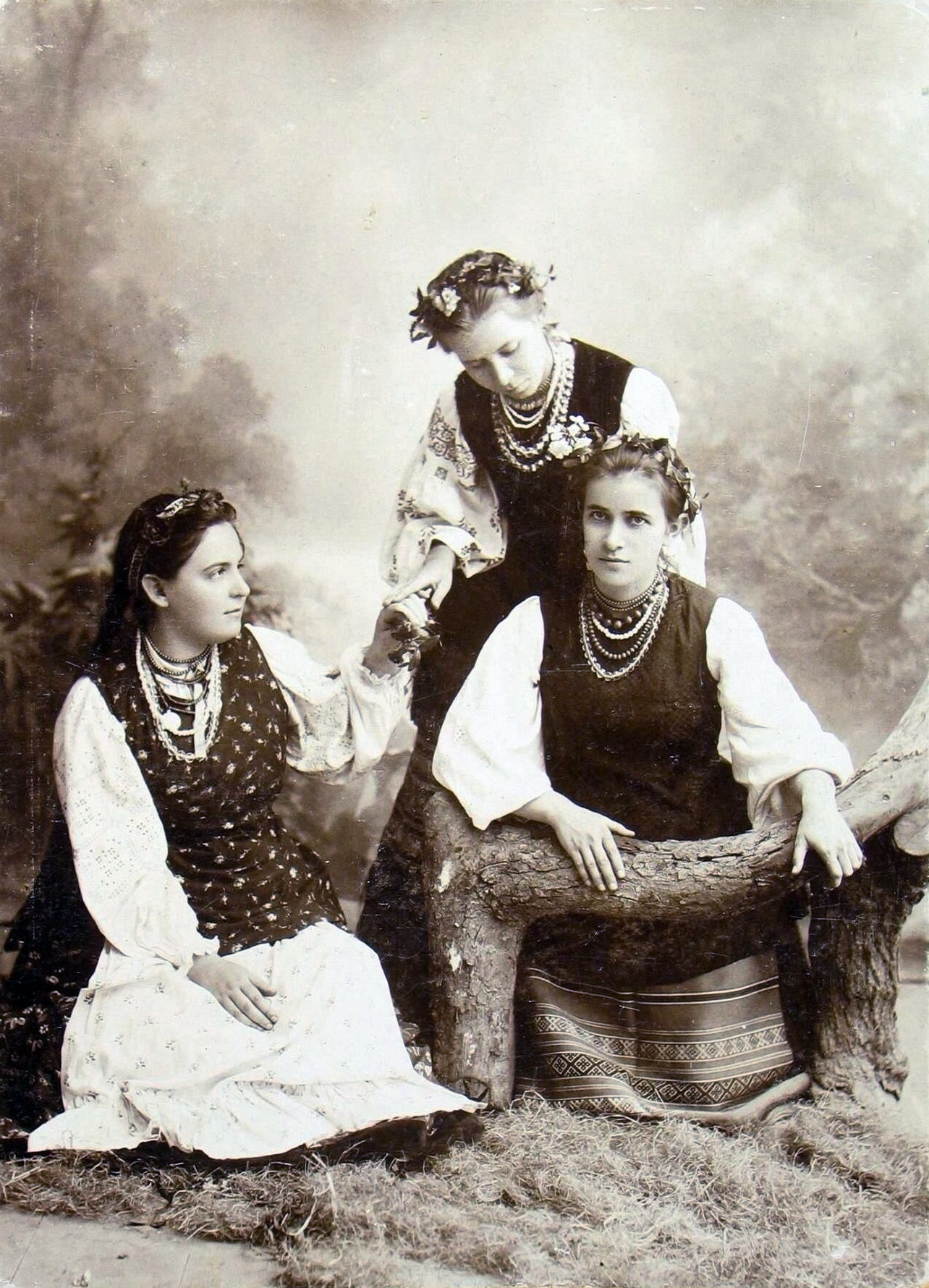
Hermana, Oksana (izquierda)

## Obras principales
Staritska-Cherniajivsk escribió poesía, prosa, teatro, memorias y críticas literarias para numerosas publicaciones, incluido el almanaque de Leópolis, Pershi vinok.

### Dramas
- 1913 – Крила [Alas]
- 1917 – Останній сніп [La última gavilla]
- 1918 – Гетьман Петро Дорошенко [Hetman Petró Doroshenko]
- 1926 – Розбійник Кармелюк [El ladrón Karmeliuk]
- 1927 – Іван Мазепа [Iván Mazepa]

### Memorias
- Двадцять п’ять років українського театру (1907) [Veinticinco años de teatro ucraniano]
- Хвилини життя Лесі Українки [Momentos de la vida de Lesia Ukrainka ]
- Спогади про М.Лисенка [Recuerdos de Mikola Lísenko ]
- В.Самійленка. Памяті товариша [V. Samilenko. En memoria de un amigo]

### Otros trabajos
- 1893 – Antes de la tormenta [Pered bureiu], una novela histórica publicada por entregas en Pravda (edición de Leópolis) 1893-1894. La novela quedó inconclusa.
- 1899 – La tumba viviente [Zhyva Mohyla], su primera obra importante. La novela fue publicada en la revista Kyivan Antiquity. El tema de la novela es el amor de dos jóvenes. La historia está entrelazada con elementos del folclore y las leyendas ucranianas.
- 1929 – Anillo de diamantes [Diamantovyi persten], terminado seis semanas antes de su primer arresto. El manuscrito permaneció inédito durante 64 años hasta que apareció en la revista Zona en 1993.

### Ediciones en idiomas extranjeros
- Starytska-Cherniakhivska, Liudmyla (2015).  Etteridge, Catherine, ed. The Living Grave: A Ukrainian Legend. Executed Renaissance (en inglés) 2. Lidcombe: Sova Books eBook.[5]